# Кеша (певица)
Ке́ша Ро́уз Се́берт (англ. Kesha Rose Sebert; род. 1 марта 1987, Лос-Анджелес), более известная мононимно как Ке́ша (англ. Kesha, ранее стилизовано как Ke$ha) — американская певица, рэпер, автор и композитор песен и музыкальный продюсер. Кеша родилась в семье певицы, что сподвигло её начать музыкальную карьеру, и в 17 лет она познакомилась с музыкальными продюсерами Максом Мартином и Лукашем Готтвальдом (Dr. Luke), после чего последний стал её продюсером.
В начале карьеры Кеша занималась авторством и исполнением бэк-вокала, а также снималась в клипах для песен различных артистов, связанных с Готтвальдом, — Пэрис Хилтон, Кэти Перри, Бритни Спирс и Майли Сайрус. Дебют Кеши как сольного исполнителя состоялся в 2009 году, когда она появилась на сингле рэпера Флоу Райда «Right Round», ставшем одним из главных хитов года и вошедшим в топ-10 хит-парадов более двадцати стран. В том же году вышел её первый сольный сингл «Tik Tok», ставший самым продаваемым синглом в мире за 2010 год и возглавивший хит-парады более десяти стран, включая США, где он находился на вершине местного хит-парада Billboard Hot 100 девять недель подряд и в итоге получил восемь платиновых сертификаций на территории страны.
Дебютный студийный альбом певицы, Animal, был выпущен в январе 2010 года и сразу возглавил американский альбомный чарт Billboard 200, а в ноябре того же года он был переиздан под названием Cannibal. Шесть синглов из этих релизов вошли в «десятку» хит-парада Billboard Hot 100, включая два чарттопера — «Tik Tok» из Animal и «We R Who We R» из Cannibal, стартовавший сразу с вершины. Второй альбом, Warrior, вышел в декабре 2012 года и достиг шестой позиции в американском чарте. В него вошёл сингл «Die Young», достигший второй позиции в США, а выпущенная через год коллаборация с Питбулем «Timber» вошла в высшую «десятку» более двадцати стран, включая вершину в США, где была сертифицирована как бриллиантовый сингл. Её третий альбом, Rainbow (2017), был признан одним из лучших альбомов года, получил две номинации на премию «Грэмми» и вновь возглавил Billboard 200, а следующий, High Road (2020), достиг седьмой позиции в этом же чарте.
По состоянию на 2013 год, сингловая дискография певицы разошлась тиражом в 55 миллионов копий в мире, 33 миллиона из которых пришлись на США. Между альбомами Warrior и Rainbow певица была вынуждена приостановить карьеру ввиду проблем со здоровьем и судебных тяжб между ней и Dr. Luke — певица предъявила ему обвинения в сексуальном и эмоциональном насилии и нарушение трудовой практики, что широко освещалось СМИ вплоть до их окончания в 2023 году. Материал, выпущенный до перерыва, характеризуется танцевально-ориентированным электронным звучанием с элементами хип-хопа и большим количеством обработки вокала певицы, а начиная с Rainbow Кеша отошла от старого стиля, и её музыка стала более жанрово разнообразной — в ней стали прослеживаться элементы таких жанров, как рок, госпел, блюз и кантри. Пятый альбом певицы, Gag Order, спродюсированный Риком Рубином, знаменует собой переход к более альтернативной и экспериментальной музыке. По прошествии декады 2010-х певица была признана 26-й самой успешной артисткой в чартах Billboard.

## Биография

### Ранние годы
Ке́ша родилась в Лос-Анджелесе и воспитывалась только матерью Пиб Себерт, которая также была певицей и автором многих песен. Она также занималась воспитанием старшего брата Кеши, в то время их семья переживала не лучшее финансовое положение. В 1991 году семья Себерт переехала в Нашвилл, (Nashville) штат Теннеси — легендарную столицу американского кантри. В местных студиях и прошло детство Кеши, в своё время сильно удивлявшейся, что другие дети выросли в каких-то иных обстоятельствах. В 17 лет Кеша возвращается в Лос-Анджелес, чтобы продолжить музыкальную карьеру, в чём её убедили Лукаш Готвальд (Dr. Luke) и Макс Мартин. Музыкальный материал Кеши настолько поразил Лукаша, что он и Макс Мартин сразу же предложили ей сотрудничать.

### 2005—2009: Начало карьеры и прорыв
В начале пути Кеше приходилось трудно, она мало зарабатывала и, чтобы сводить концы с концами, ей приходилось подрабатывать официанткой, одновременно записываясь в студиях, сотрудничая с различными продюсерами и создавая песни для других артистов. Однажды[когда?]

 Кеша захотела, чтобы продюсированием её музыки занялся Принс. Подкупив садовника, она проникла в его особняк и встретилась с музыкантом лично. Его телохранители вышвырнули Кешу из дома, но не раньше, чем она вручила Принсу свой альбом.

В период с 2005 по 2009 годы музыка Кеши появлялась во многих телесериалах и тв-шоу. В 2005 году она, вместе с мамой и сестрой, появилась в эпизоде реалити-шоу «Простая жизнь» с Пэрис Хилтон и Николь Ричи. В это же время она участвовала в создании сингла «This Love» австралийской группы The Veronicas, а также записала бэк-вокал для песен «Nothing in This World» Хилтон и «Lace and Leather» Бритни Спирс, а также снялась в клипе Кэти Перри на песню «I Kissed a Girl». Подобное сотрудничество стало возможным благодаря дружбе Кеши с Перри и их частым встречам в Лос-Анджелесе. 

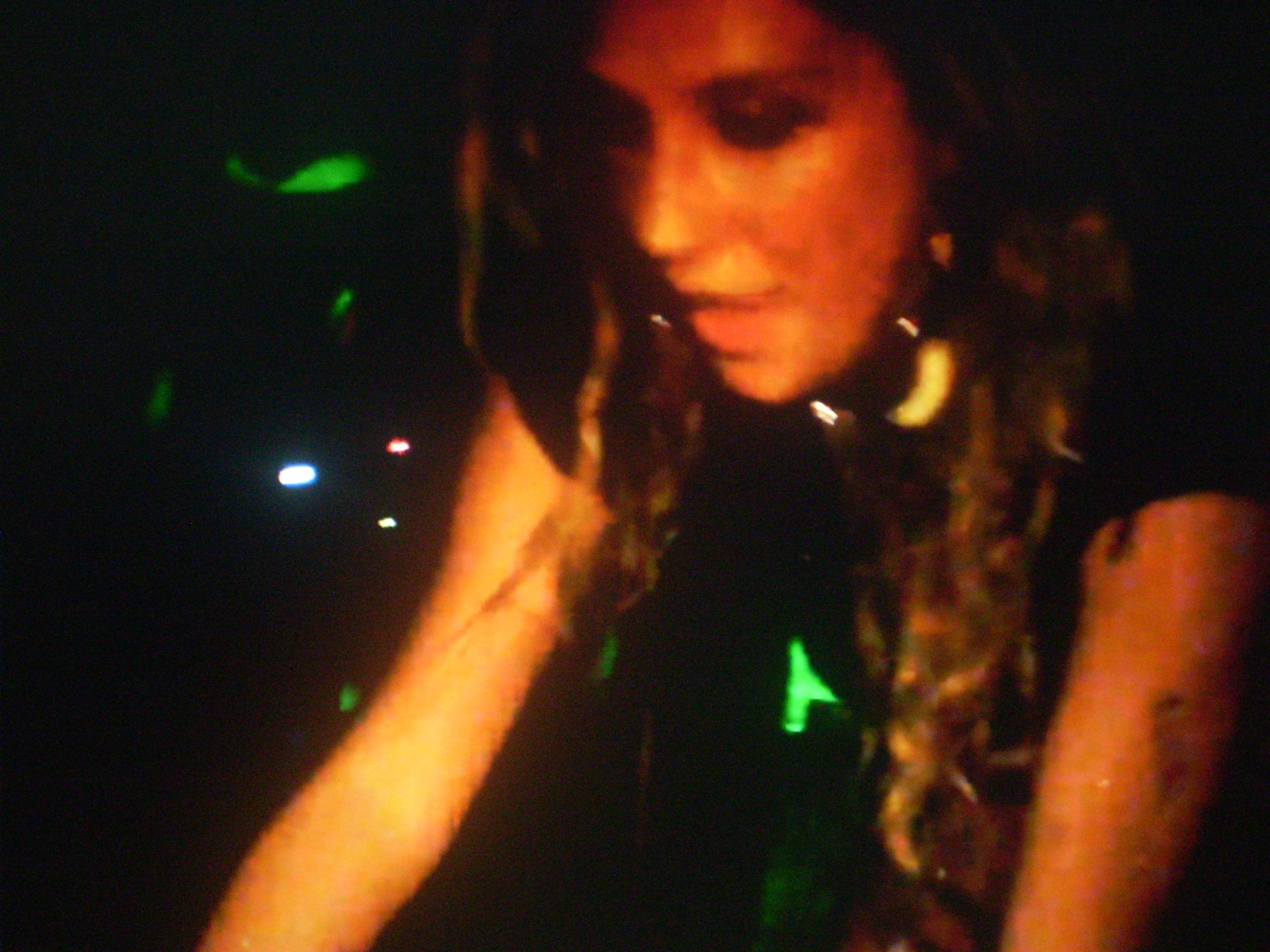
Кеша выступает в клубе The Echo, 10 августа 2009 года.

В 2009 году певица приняла участие в записи сингла «Right Round» американского рэпера Флоу Райда. Флоу и продюсер песни, Dr. Luke, решили записать женский вокал для песни, и Dr. Luke предложил Кешу. Сингл был выпущен 27 января, став дебютным синглом певицы. Он достиг вершины хит-парадов США, Канады, Великобритании, Австралии, Ирландии, Шотландии и Бельгии, а также вошёл в «десятку» хит-парадов ещё более 20 стран. Кеша не взяла никаких денег за своё участие и отказалась от съёмок в клипе «Right Round», поскольку хотела пробиться только за счёт своих сил. В США и Канаде Кеша не была указана в качестве соисполнителя сингла. Позже рэпер пригласил её записать вокал для другой его песни — «Touch Me». 28 августа состоялась премьера альбомов Pitbull Starring in Rebelution Питбуля и The Time of Our Lives Майли Сайрус — в обоих проектах Кеша приняла участие. В альбом Питбуля вошла коллаборация с Кешей под названием «Girls», а заглавная песня альбома Сайрус была написана Кешей в соавторстве с Dr. Luke и Клодом Келли.
После неудачной попытки подписать контракт с лейблами Lava Records и Atlantic Records в 2009 году, Кеша подписала контракт с RCA Records через Dr. Luke. 7 августа состоялась премьера её дебютного сольного сингла «TiK ToK», позднее вошедшего в её дебютный альбом. Песня записана в стилях электропоп и данс-поп, с использованием автотюна, а куплеты имеют элементы хип-хопа. Сингл дебютировал в американском хит-параде на 79-й строчке 24 октября 2009 года. 2 января сингл поднялся на вершину чарта и возглавлял его в течение девяти недель подряд. Сингл получил восемь платиновых сертификаций в США. Это был самый продаваемый сингл во всём мире в 2010 году, разошедшийся тиражом 12,8 миллиона копий. По состоянию на 2019 год было продано более 18 миллионов цифровых копий песни по всему миру. «TiK ToK» занял 61-е место в общем рейтинге Billboard Hot 100 среди всех синглов за всю его историю, опубликованном в 2018 году. Сингл был признан «визитной карточкой» певицы.

### 2010—2011: Мировой успех сAnimalиCannibal

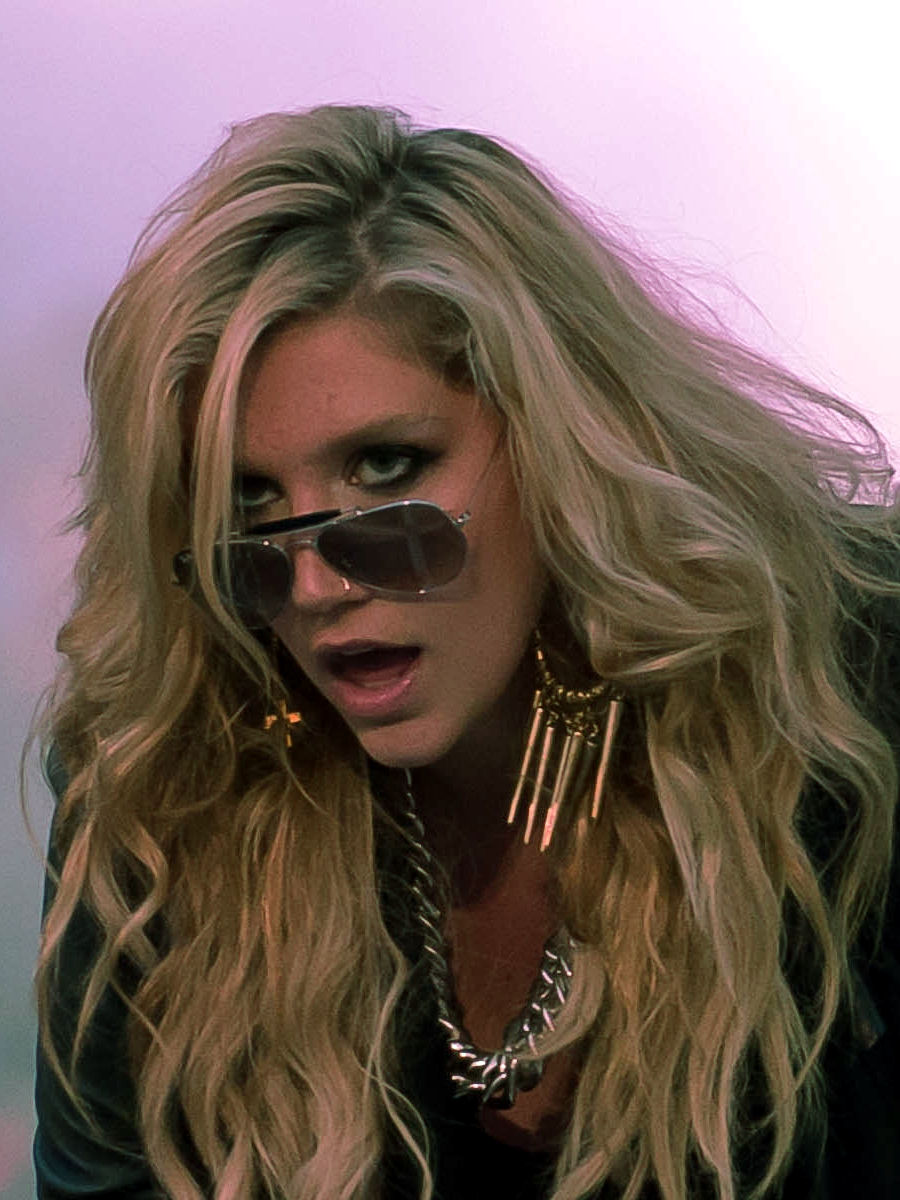
Кеша на репетиции премии MuchMusic Awards, 6 июня 2010.

Премьера дебютного альбома певицы, Animal, состоялась 1 января 2010 года в Дании, через четыре дня — в США, а в России — 25 января. Пластинка была записана в жанре электропоп и данс-поп. Работа над материалом для дебютного альбома певицы велась в течение шести лет. Для альбома Кеша написала 200 песен. Он дебютировал с первого места в чарте Billboard 200 и стал трижды платиновым в США, однако получил смешанные отзывы от музыкальных критиков. Журнал Rolling Stone назвал альбом «неприятным и смехотворно броским». Одновременно с дебютом альбома на вершине альбомного чарта, сингловый Billboard Hot 100 продолжал возглавлять «TiK ToK», уже четвёртую неделю подряд. Последующие синглы альбома — коллаборация с 3OH!3 «Blah Blah Blah», «Your Love is My Drug» и «Take It Off» — достигли седьмой, четвёртой и восьмой строчки в Billboard Hot 100 соответственно.
Весной были выпущены новые коллаборации с Тайо Крусом и 3OH!3, вошедшие в топ-10 чартов Великобритании и США. Летом 2010 года певица выступала на разогреве североамериканской ветки концертного тура Рианны Last Girl on Earth. В августе состоялась церемония MTV Video Music Awards, где певица получила четыре номинации, включая «Лучший новый артист».
«Этот год был насыщенным и изменившим жизнь. Я хочу поблагодарить своих великолепных поклонников за то, что они взяли меня в путешествие всей моей жизни, [...] Песни на Cannibal были созданы для того, чтобы вдохновлять людей игнорировать любую ненависть или осуждение и быть самими собой без всяких извинений. Это идеальный компаньон для Animal»
В октябре певица анонсировала переиздание альбома Animal, под названием Cannibal. 22 октября был выпущен лид-сингл из переиздания, «We R Who We R», дебютировавший сразу на вершине хит-парадов США, Австралии и Великобритании. Сингл был вдохновлён буллингом и самоубийствами среди гомосексуалов, чья статистика резко возросла в США в 2010 году. Сингл был охарактеризован как протестная песня и «гимн» для меньшинств и её фанатов. Также, в преддверии выпуска переиздания вышли два промосингла — «Sleazy» и «Cannibal». Переиздание Cannibal вышло в США 22 ноября. Изначально предполагалось, что в переиздание войдёт от четырёх до восьми композиций, однако Cannibal был выпущен как отдельный бонусный диск для Animal, куда вошли семь новых песен, а также песня, изначально выпущенная в качестве бонус-трека британского издания альбома Animal, ремикс на заглавную песню «Animal», а также три новых видеоклипа на песни из Animal. Бонусный диск также был выпущен в качестве отдельного мини-альбома, но без видеоклипов. Как отдельный релиз, Cannibal вошёл в топ-20 чартов США, Канады и Японии. От критиков диск получил гораздо более положительные отзывы от критиков, чем оригинальный альбом, однако была раскритикована сильная обработка вокала певицы в новых композициях.
В ноябре певица получила награду «Лучший новый артист» на премии MTV Europe Music Awards. По итогам года, «TiK ToK» был объявлен самым продаваемым синглом в США. С его учётом, в список самых продаваемых синглов года вошло пять синглов Кеши, что больше чем у любого другого исполнителя.

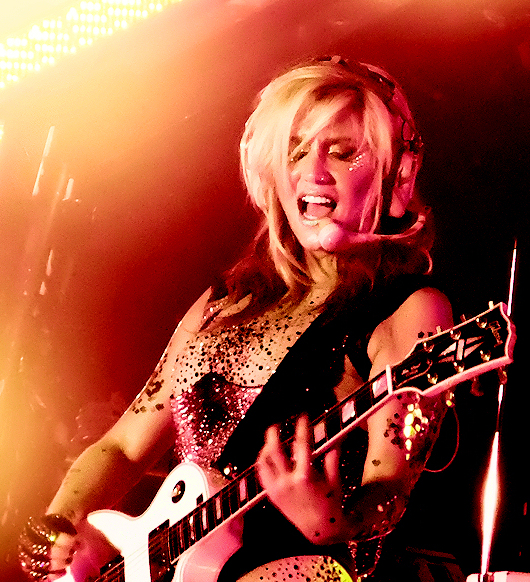
Кеша исполняет «Dirty Picture» в рамках турне Get Sleazy, в Kool Haus, Торонто, Канада.

С февраля по сентябрь 2011 года певица выступала в рамках своего дебютного сольного турне Get Sleazy. Турне получило смешанные отзывы от критиков, однако они положительно отозвались о вокале певицы. 8 февраля вторым синглом из Cannibal была выпущена песня «Blow», сумевшая достигнуть седьмой строчки в Billboard Hot 100. В видеоклипе на композицию снялся Джеймс Ван Дер Бик. В рамках продвижения сингла был выпущен ремикс с рэпером B.o.B., а 22 апреля Кеша появилась в эпизоде телесериала «Виктория-победительница», где исполнила песню. В марте Бритни Спирс выпустила сингл «Till the World Ends», соавтором которого выступила Кеша. Совместно с американской рэп-исполнительницей Ники Минаж, Кеша приняла участие в ремиксе на песню, выпущенном 25 апреля, благодаря которому сингл достиг третьей позиции в Billboard Hot 100.
В конце марта был выпущен альбом ремиксов I am the Dance Commander + I Command You to Dance, включающий в себя ремиксы на песни из Animal и Cannibal, а также одну ранее неизданную песню. Релиз стал 11-м самым продаваемым альбомом в жанре танцевальной музыки в США за 2011-й год. Вошедший туда ремикс на песню «Sleazy», с участием рэпера Андрэ 3000, позже был воссоздан с участием рэперов Уиз Калифа и Лила Уэйна и выпущен 31 декабря этого же года. В сентябре певица появилась в альбоме рок-музыканта Элиса Купера Welcome 2 My Nightmare, в композиции «What Baby Wants». До этого исполнители встречались на премии «Грэмми» 2010 года и Элис выступал на нескольких концертах певицы.

### 2012—2015:Warrior, проблемы со здоровьем, судебный иск, перерыв в музыкальной карьере

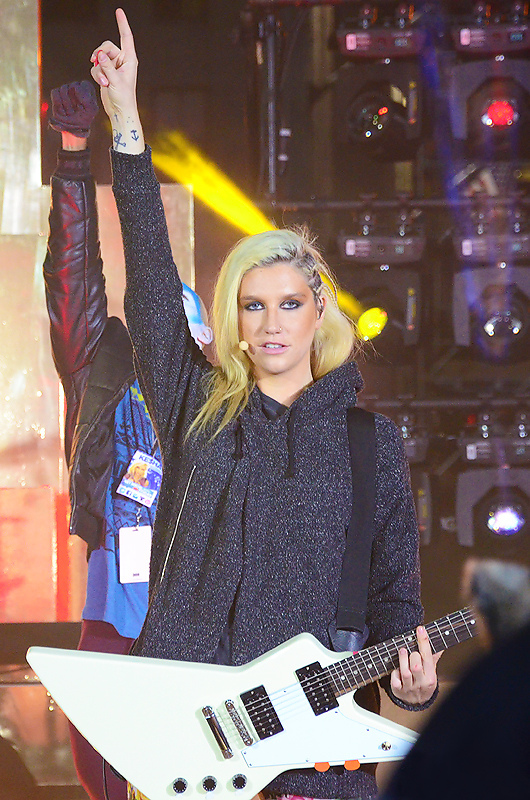
Кеша выступает на шоу «Today», 20 ноября 2012, Нью-Йорк.

Запись второго студийного альбома певица начала в январе 2012 года, однако первое упоминание о нём Кеша сделала в интервью в июне 2010, где подчеркнула, что альбом будет характеризовать её «рост» как артиста. На протяжении турне Get Sleazy певица писала песни для проекта. В интервью для журнала V Кеша сказала, что в большинстве песен в альбоме будет меньше автотюна. В работе над пластинкой приняли участие основные соавторы и продюсеры Кеши, Dr.Luke и Макс Мартин, а также к ним присоединился Уэйн Койн, вокалист группы The Flaming Lips, и кумир певицы, Игги Поп.
Премьера второго студийного альбома певицы, Warrior, состоялась 4 декабря на территории США. Альбом получил положительные отзывы критиков, которые хвалили жанровое разнообразие пластинки, однако в коммерческом плане альбом имел умеренный успех, достигнув лишь шестой строчки в США, с дебютными продажами в 85 тысяч копий. Первый сингл из альбома, «Die Young», достиг второй строчки в американском Billboard Hot 100, став восьмым синглом певицы подряд, достигшим «десятки» данного чарта, однако дальнейшему продвижению сингла помешала стрельба в начальной школе Сэнди Хук, из-за которой песня была удалена из множества американских радиостанций ввиду неоднозначного текста. Кеша выразила своё понимание этому решению, а также соболезнования жертвам трагедии, однако пользователи сети восприняли удаление песни негативно. Помимо США, сингл вошёл в чарты Европы и в первую десятку чартов Австралии, Канады и Бельгии. Последующие синглы из альбома, «C’mon» и «Crazy Kids», не сумели повторить успех лид-сингла — ни один из них не вошёл в топ-20 Hot 100, став первыми в её карьере, не достигшими «десятки».

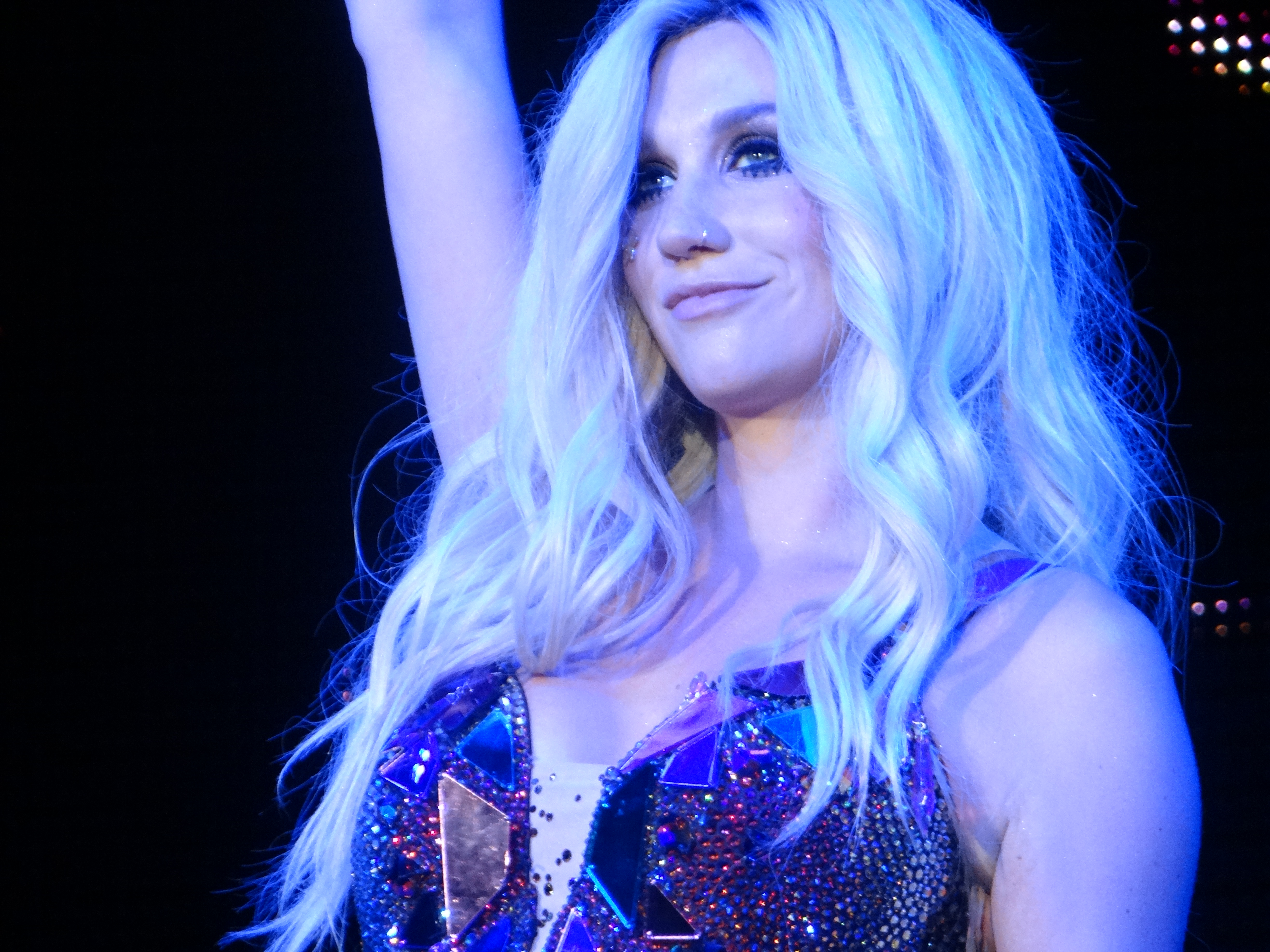
Певица выступает в рамках тура Warrior, Шарлотт, Северная Каролина, 15 августа 2013.

Вместе с выпуском альбома исполнительница представила книгу My Crazy Beautiful Life, а в апреле, на телеканале MTV стартовал автобиографический сериал Ke$ha: My Crazy Beautiful Life. В мае 2013 года Кеша отправилась в совместный концертный тур с рэпером Питбулем по Северной Америке, который позже продолжился на других континентах без его участия. В том же году Кеша и The Flaming Lips планировали выпустить совместный альбом, получивший название Lipsha, однако позже он был перенесён на 2014 год, а вскоре и вовсе отменён.
7 октября вышел совместный сингл Кеши и Питбуля «Timber», который стал международным хитом. В частности он возглавлял хит-парад Billboard Hot 100 в течение трёх недель, став третьим синглом певицы, занявшим первое место в американском чарте. Позже, на территории США сингл был удостоен бриллиантового сертификата. 25 июня 2014 года стало известно, что музыканты Ли и Кери Оскар, и Грег Эррико подали иск о нарушении авторских прав против создателей песни, в которой звучит мелодия для губной гармошки, которая, по утверждению Оскара, «идентична» мелодии, использованной в его песне 1978 года «San Francisco Bay». Авторы песен требовали возмещения ущерба в размере 3 миллионов долларов США.
3 января 2014 года Кеша зарегистрировалась в лечебном центре для лечения расстройства пищевого поведения. Мать Кеши подтвердила, что Кеша страдала от нервной булимии, и что она боролась с ним с тех пор, как подписала музыкальный контракт. Она также утверждала, что её продюсер, Dr. Luke, был частично в этом виноват, заявив, что он посоветовал ей похудеть после того, как подписал с ней контракт, сравнив форму её тела с холодильником. Кеша завершила своё лечение 6 марта 2014 года, спустя два месяца в реабилитационном центре. После возвращения из реабилитации певица сменила своё сценическое имя с Ke$ha на Kesha. В интервью для Teen Vogue в августе 2014 года Кеша рассказала, что записала 14 новых песен, находясь на реабилитации. В июне Кеша заняла место в жюри американского шоу талантов «Восходящая звезда», вместе с Бредом Пейсли и Лудакрисом.
В октябре Кеша подала иск против продюсера Dr. Luke, обвинив его в произошедших за десять лет их совместной работы сексуальном насилии, домогательствах, эмоциональном абьюзе и нарушении порядка бизнес-практик Калифорнии. Требованием Кеши было её полное освобождение от контракта с продюсером.
4 августа 2015 года Кеша подписала контракт с американской организацией по защите прав исполнителей SESAC. Певица снялась во втором сезоне американского телесериала «Девственница Джейн», который вышел в эфир 12 октября. В декабре исполнительница рассказала, что она сформировала группу под влиянием кантри-музыки и классического рока под названием «Yeast Infection» и выступила с ней в Нэшвилле 23 декабря.

### 2016—2018: возвращение на сцену, альбомRainbow, первая номинация на «Грэмми»
19 февраля 2016 года судья Верховного суда штата Нью-Йорк Ширли Корнрейх вынесла отказ в требовании Кеши в отношении её продюсера. 6 апреля 2016 года Корнрейх отказала в рассмотрении обвинений певицы, заявив, что даже в случае истинности слов Себерт срок давности по двум обвинениям в изнасиловании, датируемых 2005 и 2008 годами, уже давно истёк.
В апреле 2016 года Кеша выступила на фестивале Коачелла во время сета диджея Zedd с их совместным треком «True Colors». Студийная версия песни была выпущена 29 апреля. Релиз и выступление стали первыми для Кеши с момента подачи иска против Dr. Luke. 22 мая Кеша выступила на Billboard Music Awards, исполнив кавер на песню Боба Дилана «It Ain’t Me Babe». В июле Кеша отправилась в свой третий мировой концертный тур, получивший название Kesha and the Creepies: Fuck the World Tour. Это было первое концертное турне певицы после тура в поддержку альбома Warrior. Тур начался 23 июля 2016 года с шоу в Лас-Вегасе и завершился 21 июля 2017 в Ороре. В туре Кеша исполняла каверы на известные песни, а также кантри-рок версии своих хитов. В это же время певица раскрыла, что записывает свой новый студийный альбом и уже представила лейблу 22 трека.
6 июля 2017 года Кеша выпустила песню «Praying» — первый сольный сингл певицы за 4 года. Трек стал лид-синглом из её третьего студийного альбома Rainbow. Сингл достиг шестой строчки в хит-параде Австралии, одиннадцатой в Канаде, 22-й в США. Позже сингл был сертифицирован как дважды платиновый в США. 13 июля вместе с клипом был выпущен промо-сингл «Woman». Второй промо-сингл «Learn to Let Go» вышел 27 июля, впоследствии он был перевыпущен в качестве второго полноценного сингла альбома. Спустя неделю Кеша выпустила третий и последний промо-сингл «Hymn». Rainbow был выпущен 11 августа и получил восторженные отзывы от музыкальных критиков, которые отметили, что альбом знаменует «рост» Кеши как артиста, а также похвалили вокал и жанровое разнообразие пластинки, среди которых есть госпел, кантри, буги и электроника. Альбом был вдохновлён кумирами певицы — Игги Попом, Долли Партон, Битлз, Rolling Stones и Beach Boys. Многие отметили в текстах песен из альбома оттенки феминизма. Это первый альбом певицы, в создании которого не принимал участие Dr. Luke. Он дебютировал с вершины американского чарта Billboard 200, с продажами в 117 тысяч копий, став первым чарттопером певицы после Animal. Множество изданий признало альбом лучшим, или одним из лучших альбомов года.
19 сентября была выпущена совместная композиция Кеши и американского рэпера Маклемора «Good Old Days». Через неделю Кеша отправилась в сольное турне в поддержку Rainbow. 28 января состоялась 60-я ежегодная церемония вручения премии «Грэмми», где певица впервые была удостоена номинаций. Rainbow получил номинацию в категории «Лучший вокальный поп-альбом», а «Praying» — в категории «Лучшее сольное поп-исполнение». Обе статуэтки, в итоге, ушли работам британского певца Эда Ширана.

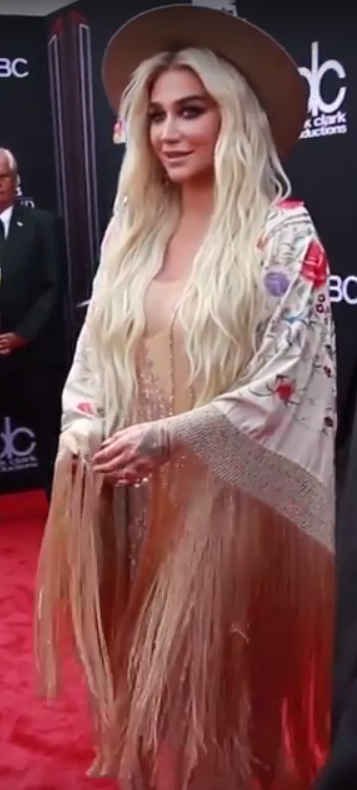
Кеша на премии Billboard Music Awards, 21 мая 2018.

Летом 2018 года Кеша и Маклемор отправились в совместное турне. 10 августа на Apple Music состоялась премьера документального фильма «Rainbow: The Film», посвящённого её пребыванию в реабилитационном центре и создании Rainbow. В том же месяце Кеша сотрудничала с британской рок-группой The Struts над ремиксом на их песню «Body Talks». 19 сентября 2018 года певица выпустила песню «Here Comes the Change», которая стала саундтреком к документальному фильму о Рут Бейдер Гинзбург «По половому признаку». В октябре 2018 года Кеша написала и исполнила песню «Safe» со своим младшим братом Сейджем Себертом и рэпером Чикой, посвящённую стрельбе в средней школе Паркленда.

### 2019—2022:High Roadи другие проекты
В феврале 2019 года Кеша организовала четырёхдневный круиз Kesha’s Weird and Wonderful Rainbow Ride. 2 июня был выпущен сингл «Rich, White, Straight Men». 25 июля Кеша выпустила сингл «Best Day», вошедший в саундтрек к анимационному фильму «Angry Birds 2 в кино». 7 ноября певица объявила о запуске своей линейки косметики Kesha Rose Beauty. Продукт был выпущен 6 декабря.
19 октября 2019 года певица выпустила совместный трек с Big Freedia «Raising Hell», ставший лид-синглом к её четвёртому альбому High Road, релиз которого состоялся 31 января. Пластинка была охарактеризована как возврат к «истокам» карьеры Кеши, поскольку песни из альбома были записаны преимущественно в танцевальном жанре, с элементами хип-хопа. Альбом получил положительные отзывы критиков и стал четвёртым альбомом певицы, вошедшим в топ-10 американского Billboard 200. В преддверии выхода альбома вышло ещё три сингла — «My Own Dance», «Resentment» и «Tonight».
В феврале 2020 года в социальной сети TikTok получил популярность трек певицы «Cannibal», благодаря чему сингл достиг нового пика в топ-40 канадского хит-парада и получил своё первое официальное лирик-видео.Находясь в самоизоляции из-за пандемии коронавируса, Кеша создала песню под названием «Home Alone». 18 апреля 2020 года певица выступила на благотворительном мероприятии One World: Together at Home. 13 ноября 2020 года Кеша объявила о запуске собственного подкаста Kesha and the Creepies. Подкаст посвящён сверхъестественным и паранормальным темам с гостями из поп-культуры и экспертами по сверхъестественному, такими как Элис Купер, Деми Ловато, Тайлер Генри, Бен Фолдс и другими. Первый эпизод был выпущен 19 ноября 2020 года. Первый сезон состоял из 30 серий, а финальный эпизод вышел в эфир 10 июня 2021 года.
В течение 2020 и 2021 годов Кеша приняла участие в записи множества треков: «Chasing Rainbows» с Big Freedia, «Since I Was Young» с Рейбелом, «Stronger» с голландским диджеем Сэмом Фелдтом, и ремиксы на треки Уокера Хейза «Fancy Like» и grandson «Drop Dead». В 2021 году певица отправилась в сольное турне, после отмены тура в поддержку High Road из-за пандемии коронавируса, который должен был состояться весной 2020 года. Тур начался 13 августа 2021 года в Биллингсе, штат Монтана, и первоначально должен был состоять из 11 концертов в США, но был продлён до 22, завершившись 12 сентября 2021 года. На конец марта 2022 года были объявлены ещё семь дат тура, за которыми последует второй концерт круизный тур певицы, отплытие которого было запланировано на 1 апреля 2022 года, однако даты круиза и весеннего тура были отменены по нераскрытым причинам.

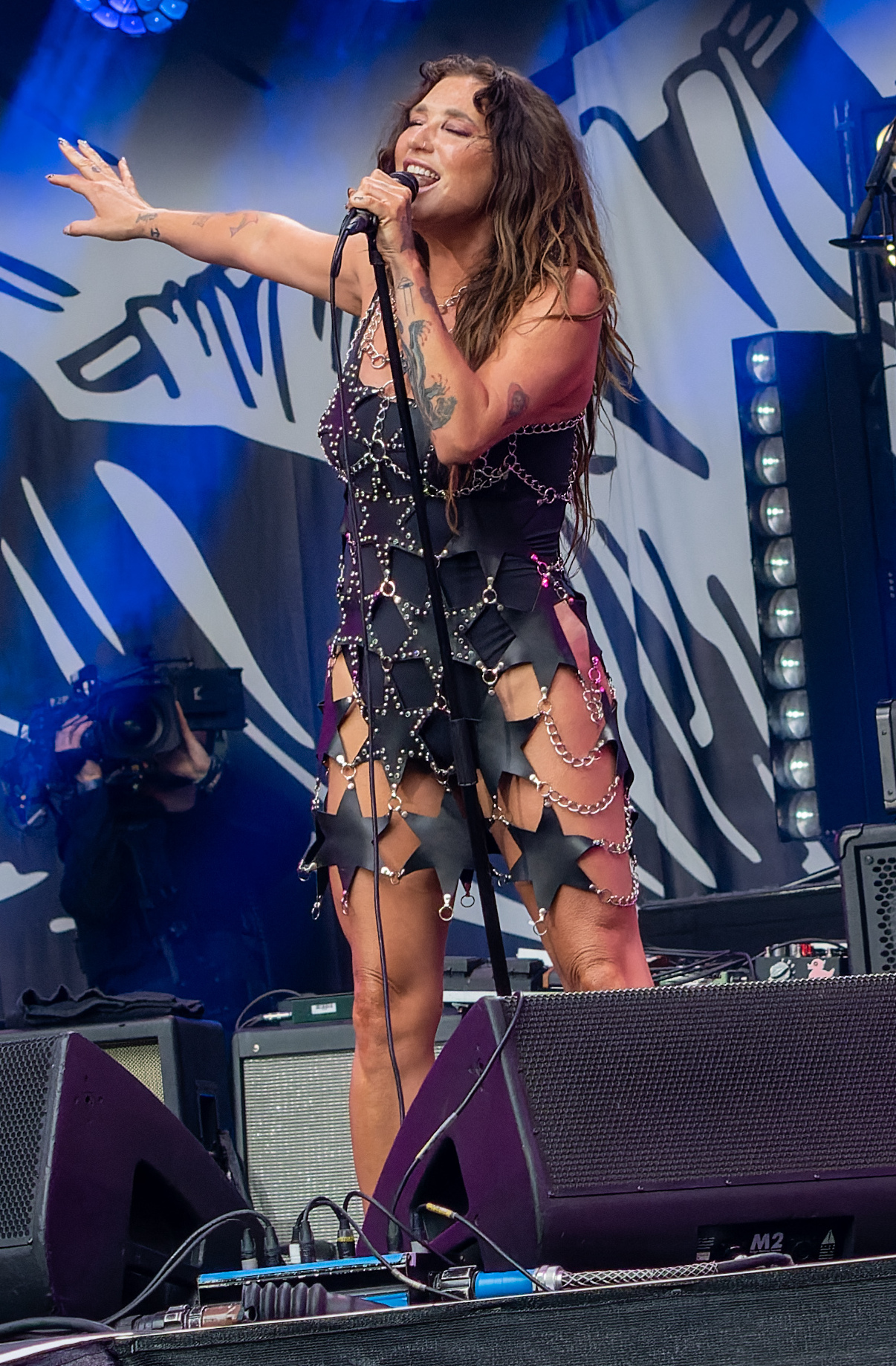
Кеша исполняет трибьют Хоку Тейлору, 3 сентября 2022.

Кеша записала вокал для песни «Taste So Good», в которой приняли участие несколько других ЛГБТ-исполнителей — Хейли Кийоко, Винсент и MNEK. Песня была выпущена 1 июня 2022 года и использовалась для продвижения напитка, настоянного на основе каннабиса, «Cann». Певица была ведущей и продюсером шоу «Заклиная Кешу», премьера которого состоялась 8 июля 2022 года на канале Discovery+. В шоу Кеша и гости исследуют горячие точки паранормальных явлений.

### Настоящее:Gag Orderи окончание судебных тяжб
В январе 2023 года певица появилась в выпуске американского шоу «60 минут», посвящённом Рику Рубину и его музыкальному творчеству. Там артистка впервые подтвердила своё сотрудничество с продюсером. Также в шоу был показан процесс записи вокала госпел-хора для песни под названием"Only Love Can Save Us Now". В феврале того же года певица поделилась отрывком новой песни со своей предстоящей пластинки. На свой 36-й день рождения, 1 марта, артистка очистила свой Instagram и сообщила названия четырёх новых композиций — «Eat the Acid», «Fine Lune», «The Drama» и «Living in My Head».
25 апреля 2023 года Кеша анонсировала выход своего пятого студийного альбома Gag Order 19 мая, и релиз первых двух синглов с него — «Eat the Acid» и «Fine Lune», премьера которых состоялась 28 апреля. Это последний альбом певицы, выпущенный по контракту с лейблом Kemosabe, принадлежащим бывшему менеджеру певицы Dr. Luke, судебные тяжбы с которым продолжались с 2014 года. Продюсером альбома выступил Рик Рубин. 17 мая, за два дня до выхода альбома, вышел третий сингл из альбома — «Only Love Can Save Us Now». После релиза, альбом получил положительные отзывы от критиков, которые похвалили экспериментальное звучание и лирическое наполнение альбома, напрямую связанное с тяжбами певицы и её бывшего менеджера Dr. Luke, однако в коммерческом плане альбом не преуспел. 30 мая певица анонсировала концертный тур в поддержку альбома, запланированный на осень этого года.
22 июня Кеша и Dr. Luke опубликовали совместное заявление, в котором говорилось, что они официально достигли соглашения примерно за месяц до того, как дело должно было поступить в суд. В своём заявлении Кеша говорит, что, хотя она и не помнит всего, что произошло в ночь предполагаемого нападения, она готова продолжать жить желает мира всем вовлечённым сторонам. Dr. Luke продолжал отрицать первоначальные заявления Кеши в своём заявлении. Подробности урегулирования раскрыты не были.

## Личная жизнь
Кеша — вегетарианка и открытая бисексуалка. Она также выступала в качестве ведущей церемонии заключения брака как для однополых, так и для разнополых пар. В 2022 году она пояснила, что предпочитает не нарекать свою сексуальность: «Я не лесбиянка, я не натурал. Я не знаю, кто я. Я люблю людей […] Я хочу быть открытой для всех». Подобные заявления она делала ещё в 2010 и в 2013 годах. В статье для Attitude в 2019 году она углубляется в обсуждение своей сексуальности, говоря: «Меня всегда привлекала душа, скрывающаяся за глазами человека. Меня ни заботило, какой ориентации, или как человек идентифицирует себя, чтобы привлечь меня». Она была вовлечена в ЛГБТ-активизм, а также в борьбу за права животных. Кеша заявила, что родилась с рудиментарным хвостом длиной в четверть дюйма: «У меня был хвост при рождении […] они отрубили и украли его […] мне очень грустно от этого».
В 2022 году певица рассказала изданию Self, что у неё был диагностирован распространённый вариабельный иммунодефицит, из-за которого она каждый день чувствовала усталость. По её предположению, это было результатом переутомления. Она также поделилась, что она чуть не умерла в январе 2023 года после осложнения с замораживанием яйцеклеток, а несколько недель спустя она почувствовала слабость после выступления и легла в больницу на девять дней.
В статье для Lenny Letter Кеша заявила, что рассматривает Бога как «природу, пространство, энергию и вселенную. Моя собственная интерпретация духовности не важна, ведь у каждого из нас она своя. Важно, что у меня есть нечто большее, чем я сама, как личность, что помогает мне обрести покой». Согласно статье журнала Paper, «Гомофобия и ложное благочестие в конечном итоге оттолкнули [её] от христианства, и с тех пор она остановилась на внеконфессиональном коктейле [sic] из медитации, осознанности и астрологии». Певица сказала, что иногда она занимается нигилизмом. По её словам, она «одержима религией».

## Дискография
- Animal (2010)
- Warrior (2012)
- Rainbow (2017)
- High Road (2020)
- Gag Order (2023)
- Period (2025)

## Туры
Хедлайнер
- Get Sleazy Tour (2011)
- Warrior Tour[англ.] (2013—2015)
- Kesha and the Creepies:Fuck the World Tour (2016—2017)
- Rainbow Tour (2017—2018)
- Kesha Live (2021)
- Gag Order Tour (2023)

Сохедлайнер
- Североамериканский тур (с Pitbull) (2013)
- The Adventures of Kesha and Macklemore[англ.] (с Macklemore) (2018)

На разогреве
- Last Girl on Earth Tour (Северная Америка) (2010)

Концертные резиденции
- Kesha’s Weird & Wonderful Rainbow Ride (2018)[175]